# Colobogaster aureoviridis
Colobogaster aureoviridis es una especie de escarabajo del género Colobogaster, familia Buprestidae. Fue descrita científicamente por Fisher en 1933.